# Šavna Peč
Šavna Peč is een plaats in Slovenië en maakt deel uit van de gemeente Hrastnik in de NUTS-3-regio Zasavska. De plaats telde 91 inwoners op 1 januari 2020.